# Can Goitó Gros
Can Goitó Gros és un mas situat al municipi de Campllong a la comarca catalana del Gironès.